# NGC 1585
NGC 1585 je galaksija u zviježđu Dlijetu.

## Vanjske poveznice
- SEDS: NGC 1585